# 細川長平

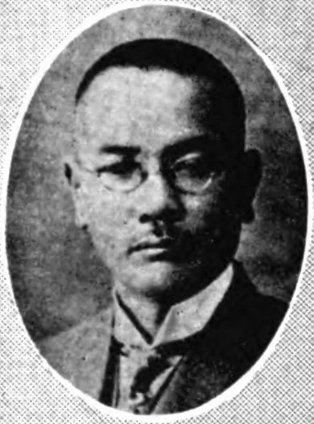
細川長平

細川 長平（ほそかわ ちょうへい、1884年（明治17年）5月13日 - 1967年（昭和42年）1月13日）は、日本の内務・警察官僚。官選県知事。

## 経歴
愛媛県三木郡鹿伏村（香川県木田郡平井村大字鹿伏、平井町を経て現三木町鹿伏）出身。細川林造の三男として生まれる。第五高等学校を卒業。1909年、東京帝国大学法科大学を卒業。同年11月、文官高等試験行政科試験に合格。内務省に入省し京都府属となる。
以後、岐阜県事務官、同理事官、徳島県警察部長、熊本県警察部長、長野県書記官・内務部長、宮城県書記官・内務部長、北海道庁部長・内務部長などを歴任。
1928年12月、沖縄県知事に就任。1929年2月、沖縄の社会科学研究会の関係者を検挙した。同年7月、埼玉県知事に転任。1930年8月26日、依願免本官となり退官した。